# Laptevhavet
Laptevhavet er en del af det Arktiske Hav. Det ligger mellem Sibiriens østkyst, Tajmyrhalvøen og øerne Severnaja Semlja og Novosibirskije Ostrova. Havet har et omtrentligt areal på 672.000 km². Farvandet er kun farbart fra august til september. Havet er opkaldt efter de russiske opdagelsesrejsende Dmitrij Laptev og Khariton Laptev (fætre).
På svensk kaldtes havet Nordenskiölds hav før 1935, opkaldt efter Adolf Erik Nordenskiöld. I dag benyttes det russiske navn internationalt.
Af de dyrearter som lever i og omkring havet er bl.a. ringsæl, lemmesæl, grønlandssæl, hvalros, rensdyr, ulve, lækat, polarræv, isbjørn og sneugle.
76°N 125°Ø / 76°N 125°Ø